# آلن مک‌دایارمید
آلن گراهام مک‌دایارمید (به انگلیسی: Alan Graham MacDiarmid) (زاده ۱۴ آوریل ۱۹۲۷ – درگذشته ۷ فوریه ۲۰۰۷) شیمی‌دان آمریکایی زاده نیوزیلند بود که در سال ۲۰۰۰ «برای کشف و توسعهٔ پلیمررسانا»
به‌طور مشترک به همراه آلن هیگر و هیدکی شیریکاوا موفق به دریافت جایزه نوبل شیمی شد.